# IC 497
IC 497 — галактика типу S (спіральна галактика) у сузір'ї Рак.
Цей об'єкт міститься в оригінальній редакції індексного каталогу.
Об'єкт був відкритий французьким астрономом Стефаном Жавелем 2 березня 1892 року. 